# Gibraltar (Michigan)
Pour les articles homonymes, voir Gibraltar (homonymie).
Gibraltar est une ville située dans l’État américain du Michigan. Elle est une banlieue de Détroit. Sa population est de 4 267 habitants.

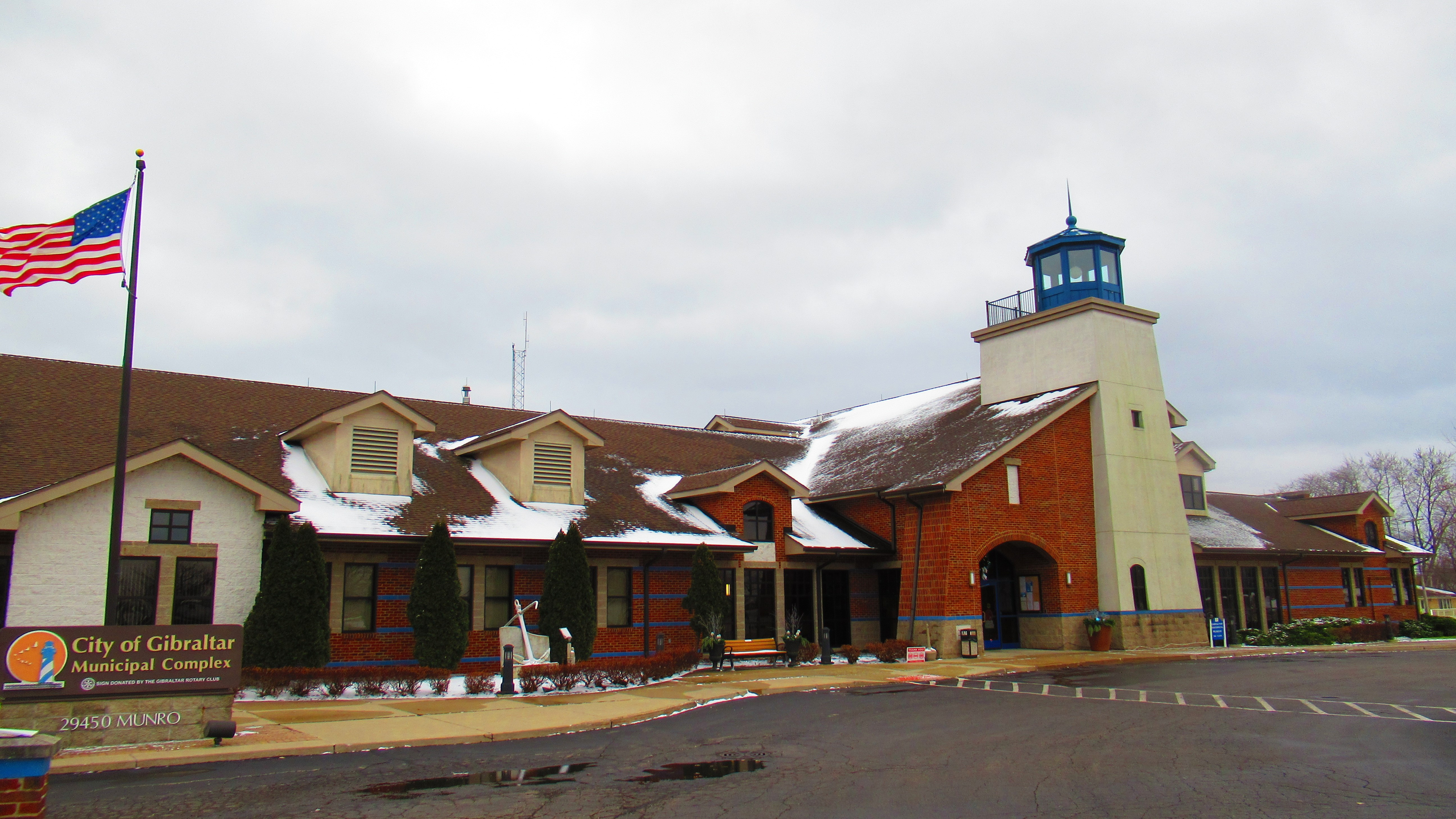
Complexe municipal de la ville de Gibraltar